# Geelvinkgråfågel
Geelvinkgråfågel (Edolisoma meyerii) är en fågelart i familjen gråfåglar inom ordningen tättingar.

## Utbredning och systematik
Fågeln delas in i två underarter med följande utbredning:
- E. m. meyerii – ön Biak nordväst om Nya Guinea
- E. m. numforanum – ön Numfoor nordväst om Nya Guinea

Den kategoriserades tidigare som del av Edolisoma tenuirostre), men urskiljs sedan 2016 som egen art av Birdlife International och IUCN, sedan 2024 även av IOC.

## Status
Den kategoriseras av IUCN som livskraftig.